# Rhamnus glandulosa
Rhamnus glandulosa är en brakvedsväxtart som beskrevs av William Aiton. Rhamnus glandulosa ingår i släktet getaplar, och familjen brakvedsväxter. Inga underarter finns listade i Catalogue of Life.